# Cyprian (Borisewicz)
Cyprian, imię świeckie Borys Pawłowicz Borisewicz (ur. 15 sierpnia 1903 w Chełmie, zm. 15 grudnia 1980) – biskup Kościoła Prawosławnego w Ameryce.

## Życiorys
W 1925 ukończył prawosławne seminarium duchowne w Krzemieńcu. Naukę teologii kontynuował w Studium Teologii Prawosławnej Uniwersytetu Warszawskiego, gdzie w 1931 obronił pracę magisterską. Wcześniej, w 1927, ożenił się i rok później został wyświęcony na kapłana. Służył w diecezji grodzieńskiej, łącząc pracę duszpasterską w parafii z pracą katechety w gimnazjum w Grodnie. Był także misjonarzem eparchialnym oraz służył w soborze katedralnym w Grodnie. W latach 1939–1940 pełnił funkcję inspektora nauczania religii w Wilnie.
Po II wojnie światowej zbiegł na terytorium Austrii. Współorganizował prawosławną parafię w Linzu. Następnie żył w Augsburgu i również tam współtworzył placówkę duszpasterską swojego wyznania. W 1949 razem z małżonką emigrował do Stanów Zjednoczonych. Służył kolejno w parafiach w Kansas City, Baltimore i Stamford, w jurysdykcji Metropolii. Redagował pisma „Cerkownyj kalendar'” oraz „Amierikanskij prawosławnyj wiestnik”.
W 1961, po śmierci żony, złożył wieczyste śluby mnisze, po czym jeszcze w tym samym roku został wyświęcony na biskupa waszyngtońskiego, wikariusza metropolity całej Ameryki i Kanady. Objął także stanowisko rektora seminarium św. Tichona w South Canaan, przy monasterze pod tym samym wezwaniem. Trzy lata później został ordynariuszem eparchii Filadelfii i Pensylwanii. W 1970 został podniesiony do godności arcybiskupiej.
Kierował delegacją Metropolii Amerykańskiej w rozmowach z przedstawicielami Patriarchatu Moskiewskiego, które zakończyły się nadaniem jej w 1970 autokefalii i nazwy Kościół Prawosławny w Ameryce.
Zmarł w 1980 i został pochowany na cmentarzu monasteru św. Tichona Zadońskiego w South Canaan.
Jego brat Paweł, po złożeniu ślubów mniszych Warłaam, także był biskupem prawosławnym, po II wojnie światowej służył w jurysdykcji Rosyjskiego Kościoła Prawosławnego.